# Ekaterina Strijenova
Ekaterina Vladimirovna Strijenova (en russe : Екатери́на Влади́мировна Стриже́нова), née Tokman le 20 mars 1968 à Moscou (URSS), est une actrice et journaliste de télévision russe, présentatrice de l'émission Dobroïe outro (Bonjour) depuis 1997.

## Biographie
Son père est le journaliste Vladimir Illarionovitch Tokman  (1937-1976), fondateur et rédacteur en chef du Méridien étudiant («Студенческий меридиан», 1974-1976), secrétaire du comité régional de propagande du komsomol de Kharkov, employé du comité central du komsomol, publiciste, récipiendaire de l'ordre de l'Amitié des peuples,,. Il meurt d'un cancer lorsque Katia n'a que huit ans, et sa sœur, Victoria, douze ans. Leur mère, Valentina Iakovlevna Tokman (1940-2020), est d'origine juive et a poursuivi des études de lettres. Devenue veuve à trente-neuf ans, elle éduque seule ses deux filles et donne des cours de russe pour étrangers, puis elle travaille à l'administration de la présidence de la fédération de Russie. Dès l'âge de cinq ans, Katia commence à tourner pour des émissions télévisées enfantines, comme ABCDaire («АБВГДейка»), Réveil-matin («Будильник») et Notes drôles («Весёлые нотки»), participe à des spectacles et concerts enfantins. Ses parents l'inscrivent à l'ensemble de danse moscovite Kaliknka,,. Elle passe son enfance dans le quartier du métro Sokol dans le nord de Moscou. 
Elle fait ses débuts en 1984 au cinéma dans le rôle de Tania du mélodrame familial Leader («Лидер») de Boris Dourov. Elle fait connaissance sur le lieu de tournage à Sotchi de son futur mari, Alexandre Strijenov, qui jouait aussi dans ce film,.
Elle est diplômée de la faculté de réalisation de l'institut d'État de culture de Moscou. Elle joue dans les spectacles Métro et Hamlet au théâtre Tchekhov, ainsi qu'au théâtre d'État de l'acteur de cinéma. En 1996-1998, elle tient le rôle de Maman dans l'émission enfantine Rue Sésame. Elle tourne aussi dans des publicités à la télévision.
En janvier 1997, elle est engagée sur la Première chaîne (Perviy Kanal, avant 2002 ORT) pour être présentatrice à l'émission Dobroïe outro (Bonjour) qu'elle ne quittera plus et elle y sera de 1997 à 2005 en duo avec son époux Alexandre,, et seule ensuite.
En 1997, elle tourne dans les clips Tout sera comme tu le souhaites («Будет всё, как ты захочешь») et À elle seule («Ей одной») du chanteur et compositeur Alexandre Chevtchenko. En 2007, elle termine ses études au  département de Gestalt-thérapie
de l'institut de psychologie pratique et de psychanalyse. De septembre 2008 à avril 2009, elle prend part au téléshow L'ère glaciaire 2 où son partenaire en danse sur glace est le patineur Alexeï Tikhonov. En septembre, pendant l'entraînement, elle se casse deux côtes pendant un porté de Tikhonov. Malgré de vives douleurs, elle continue de patiner jusqu'à la finale,. Ses tenues sont cousues par sa sœur Victoria Andreïanova, créatrice de mode.
De décembre 2010 à décembre 2011, elle est rédactrice en chef du magazine ITALIA — Made in Italy. Du 5 septembre au 11 octobre 2013, Katia Strijenova dirige le talk-show Pour et contre («За и против») sur Perviy Kanal en duo avec Alexandre Gordon.
Le 29 septembre 2013, elle est l'une des présentatrices du télémarathon de charité Vsem mirom pour les victimes des inondations de l'Extrême-Orient russe en 2013. Le 25 novembre 2013, elle présente Eux et nous sur les rapports homme-femme avec Alexandre Gordon,.
Du 15 septembre 2014 à février 2022, elle présente le talk-show politique Le temps nous le dira («Время покажет») sur Perviy Kanal en duo avec Piotr Tolstoï (du 15 septembre 2014 au 7 juillet 2016), puis avec Artiom Cheïnine, et de 2017 à décembre 2020 avec Anatoli Kouzitchev, et depuis janvier 2021 avec Rouslan Ostachko.

### Vie privée

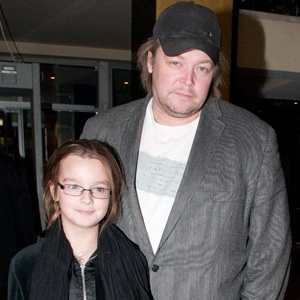
Alexandre Strijenov avec sa fille Alexandra en 2010.

Elle est mariée avec Alexandre Strijenov (né en 1969), acteur, réalisateur, scénariste, producteur. Ils se sont connus enfants à Sotchi sur le lieu de tournage du film Leader (1984) de Boris Doudov. Ils se sont mariés dès leur majorité. Ils ont deux filles Anastasia (née en 1988),, mariée et mère de trois fils; Alexandra (née en 2000), mariée.

## Artiste

### Théâtre
- «Casse-noisette» — Macha
- «Чествование» [Célébration] — Sanny Heinz (théâtre Tchekhov)
- «Hamlet» — Ophélie (théâtre Tchekhov)
- «Métro» — … (théâtre Tchekhov)
- «Сыновья его любовницы» [Les fils de sa maîtresse] (théâtre contemporain Entreprise de Moscou)
- «Ненормальная. Ненормальная? Ненормальная!!!» [Anormale] (Entreprise)
- «Дамочка, или превратности любви» [La petite dame ou les vicissitudes de l'amour] — Olga (Art-partner XXI)
- «Леди на день» [Lady d'un jour] — Annie (théâtre académique central de l'Armée russe)

### Filmographie
- 1984 — Leader — Tania Kornilova
- 1985 — Страховой агент L'Agent d'assurance — la femme de Vadim
- 1987 — Спасите наши души Sauvez nos âmes — l'institutrice
- 1989 — Svetik Svetik — Olia
- 1990 — Захочу — полюблю Je veux, j'aimerai — Lidia
- 1991 — Побег на край света L'évasion au bout du monde — Maria
- 1991 — Снайпер,Le Sniper — Lucy
- 1992 — Дорога никуда Route de nulle part — Roena Foutroz
- 1992 — Мушкетёры двадцать лет спустя Les Mousquetaires vingt ans après — Madeleine
- 1992 — Семь сорок Sept quarante — Margot
- 1993 — Ангелы смерти Les Anges de la mort — Irina
- 1993 — Американский дедушка Le Grand-père américain — Inga
- 1993 — Ка-ка-ду Cacatoès — Sonia
- 1993 — Купание принцев / Prinzenbad  — Liza
- 1993 — Тайна королевы Анны, или Мушкетёры тридцать лет спустя Le Secret de la reine Anne ou Les Mousquetaires trente ans après  — Madeleine
- 1994 — Империя пиратов L'Empire des pirates  — Zana
- 1997 — Графиня де Монсоро La Comtesse de Monsoreau — Jeanne Saint-Luc de Brissac
- 1998 — Му-му Mou-mou — la fille de la cour
- 2003-2008 — Кобра. Антитеррор Cobra antiterreur
- 2003 — Другая жизнь Une autre vie — Ekaterina
- 2005 — Свой человек Son homme — Marina, la femme de Sergueï Morozov
- 2005 — От 180 и выше De 180 et plus — Véra
- 2006 — Классные игры Jeux classe — Svetlana
- 2007 — Любовь-морковь L'Amour-carotte — Anastasia Alexandrovna, femme de Korogodski
- 2007-2009 — Повороты судьбы Retours du destin — Inna Constantinovna Lavrova
- 2008 — Эхо из прошлого L'Écho du passé — la joirnzliste Victoria Sergueïevna Riabinina
- 2009 — Летом я предпочитаю... свадьбу L'été je préfère... Le mariage — Olga Viktorovna
- 2010 — Я не я Je ne suis pas moi — Lena, l'amie du chanteur  Angela, la blonde
- 2010-2011 — Здесь кто-то есть Ici il y a quelqu'un — Elena, la mère de Dacha, célèbre présentatrice
- 2011 — Любовь и немного перца Amour et un peu de piment — Larissa (rôle principal)
- 2011 — Обрыв La Falaise — Polina
- 2011 — У каждого своя война À chacun sa guerre — Nina Arkadievna
- 2012 — Мамы Les Mamans — caméo
- 2012 — Побег La Fuite (2e saison) — Janna , directrice de l'aéroclub
- 2012 — Шаповалов Chapovalov  — Anna Dessiatnikova
- 2012 — Белый мавр, или Интимные истории о моих соседях Le Maure blanc ou Histoires intimes de mes voisins — Olga
- 2013 — Не женское дело Ce n'est pas une affaire de femme — Margarita Varvina
- 2013 — Убийство на 100 миллионов Meurtre à 100 millions  — Alissa
- 2014 — Куприн Kouprine — Elena Viktorovna Rovinskaïà,  baronne, cantatrice
- 2014 — Дедушка моей мечты Le Grand-père de mes rêves — Macha  médecin pédiatre, épouse de Mikhaïl[5]
- 2014 — Домик в сердце Une petite maison dans le cœur — Hélène, la mère d'Arthur et d'Armine